# Manfred von Richthofen
Manfred Albrecht Freiherr von Richthofen (Breslau, 2 de maio de 1892 – Vaux-sur-Somme, 21 de abril de 1918), também conhecido como Barão Vermelho, foi um piloto de caça alemão na Primeira Guerra Mundial e é considerado ainda hoje como o "ás dos ases". Servindo no braço aéreo do Exército Imperial Alemão (Luftstreitkräfte), ele foi um líder militar, e como piloto se tornou um ás da aviação, obtendo o maior número de vitórias (oitenta) de um único piloto durante a Primeira Guerra.
Originalmente servindo na cavalaria, ele se transferiu para o serviço aéreo em 1915, tornando-se um dos primeiros membros do esquadrão Jasta 2 em 1916. Ele obteve sucesso rápido na carreira de piloto de caça, e em 1917, se tornou líder do Jasta 11, e mais tarde de toda uma unidade de caça, a Jagdgeschwader 1. Em 1918, ele já era creditado como herói nacional da Alemanha, e era bastante conhecido pelo outro lado.
Richthofen foi abatido e morto perto de Amiens em 21 de abril de 1918. Sua morte foi creditada ao artilheiro australiano Cedric Popkin, apesar da RAF atribuir esse crédito ao piloto canadense Arthur Roy Brown.

## Nome e apelidos
Richthofen era um Freiherr (literalmente "Senhor Livre"), um título de nobreza frequentemente traduzido como "Barão". Esse título não era um nome nem um direito hereditário, visto que todos os membros masculinos da família o usavam, mesmo enquanto seu pai ainda estava vivo.
Esse título combinado ao fato de que ele tinha seus aviões pintados de vermelho, levaram Richthofen a ser chamado de "Barão Vermelho", tanto dentro quanto fora da Alemanha.
Durante sua vida no entanto, ele era mais frequentemente referenciado em alemão por Der Rote Kampfflieger (que pode ser traduzido como guerreiro voador vermelho ou piloto de caça vermelho). Esse título foi usado na sua autobiografia de 1917.
Os outros apelidos de Richthofen incluíram: Petit Rouge (pequeno vermelho) e Le Diable Rouge (diabo vermelho) atribuídos pelos franceses, e Red Knight (Cavaleiro Vermelho) atribuído pelos ingleses.

## Juventude
Nascido em Breslau, Silésia, no então Império alemão (agora Wrocław, Polônia), Richthofen foi o segundo de quatro irmãos. Seus pais eram o oficial de cavalaria Albrecht Freiherr von Richthofen (1859-1920) e sua esposa, Gwendolyn, filha de Schickfus e Neudorff, ele era descendente de uma longa linhagem de militares e aristocratas.

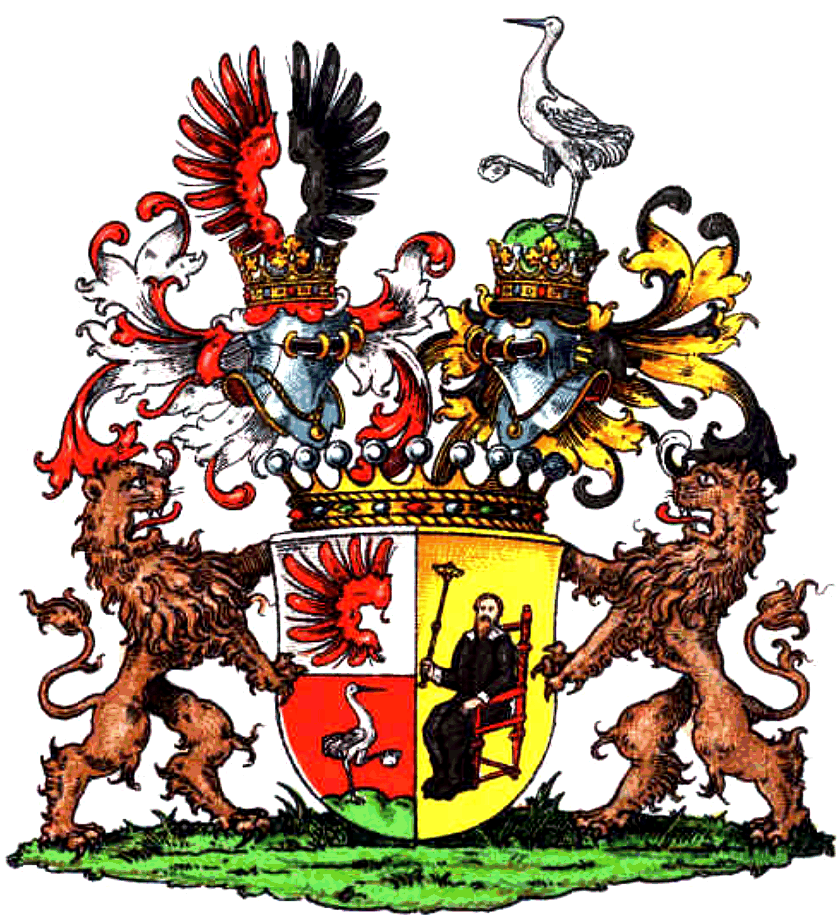
Brasão da família von Richthofen.

Quando tinha nove anos de idade mudou-se com a família para Schweidnitz (atualmente Świdnica, Polônia). Em sua juventude, Richthofen apreciava equitação e caça. Fez o ensino básico em casa e foi estudar na Inglaterra, no Lincoln College em Oxford. Depois disso ingressou na escola militar. Após terminar o treinamento de cadete, juntou-se ao Regimento de Ulanos nº 1 da cavalaria em 1911.

## Início do serviço militar
Quando estourou a Primeira Guerra Mundial, era um oficial de reconhecimento da cavalaria e foi chamado ao dever nas frentes ocidental e oriental, entrando em ação na Rússia, na França e na Bélgica; no entanto, com o advento da "guerra de trincheiras", tornando as operações da cavalaria tradicional ineficientes e obsoletas, o regimento de Richthofen foi extinto, e ele passou a servir como entregador de correspondência e operador de telefone de campo.
Desapontado e entristecido por não participar diretamente no combate, a única alternativa para Richthofen foi se transferir para o setor de suprimentos do exército. Seu interesse por aviação aumentou quando ele examinou um avião militar alemão atrás das linhas, e ele solicitou transferência para o Die Fliegertruppen des deutschen Kaiserreiches (Serviço Aéreo Imperial Alemão), mais tarde conhecido como Luftstreitkräfte. Para sua surpresa, seu pedido de transferência foi aceito, e ele se juntou ao serviço aéreo no fim de maio de 1915.

## Carreira como piloto
"Eu fui informado do lugar sobre o qual nós deveríamos voar e eu deveria guiar o piloto. No início, nós voamos direto em frente, então o piloto virou para a direita, depois para a esquerda. Eu havia perdido o senso de direção sobre o nosso próprio aeroporto!... Eu não liguei a mínima para onde estava, e quando o piloto julgou ser a hora de descer, eu fiquei desapontado. Eu já estava contando as horas para o momento de começar tudo novamente..."

John Simpson, citando a descrição do próprio Richthofen da sua primeira experiência em voo.
Entre Junho e Agosto de 1915, Richthofen foi um observador em missões de reconhecimento sobre a Frente Oriental com o Fliegerabteilung 69 (Esquadrão de voo No. 69). Depois de transferido para a frente de combate em Champagne, acredita-se que ele abateu um avião Farman com a sua metralhadora de observador em uma tensa batalha sobre as linhas francesas; no entanto, essa vitória não lhe foi creditada, pois o avião inimigo caiu atrás das linhas aliadas e não pode ser confirmada.
Depois de um encontro casual com o piloto de caça e ás da aviação, Oswald Boelcke, Richthofen iniciou o treinamento para piloto em outubro de 1915. Em março de 1916, ele se juntou ao Kampfgeschwader 2 (Esquadrão de bombardeio No. 2), voando um Albatros C.III biposto. Inicialmente, ele pareceu ser um piloto abaixo da média, tendo dificuldades para controlar o avião e caindo logo no seu primeiro voo nos controles. Apesar do seu início ruim, ele se adaptou ao avião rapidamente. Sobre Verdun em 26 de abril de 1916, ele disparou contra um Nieuport francês, derrubando-o sobre Fort Douaumont, no entanto, mais uma vez, sua vitória não foi oficializada. Uma semana depois, ele decidiu ignorar os conselhos de pilotos mais experientes, contra voar numa tempestade. Ele relatou mais tarde, "ter tido sorte em passar pela tempestade", e nunca mais tentou voar nesse tipo de situação a não ser sob ordens.
Depois de um período pilotando aviões biposto na frente oriental, ele encontrou Oswald Boelcke novamente em agosto de 1916. Boelcke, visitando a frente oriental em busca de candidatos para a sua recém formada unidade de caça, selecionou para se juntar ao esquadrão de caça Jasta 2. Richthofen venceu seu primeiro combate aéreo com o Jasta 2 sobre Cambrai, França em 17 de setembro de 1916. Boelcke foi morto devido a uma colisão aérea com avião "amigo" em 28 de outubro de 1916; Richthofen testemunhou esse acidente pessoalmente.

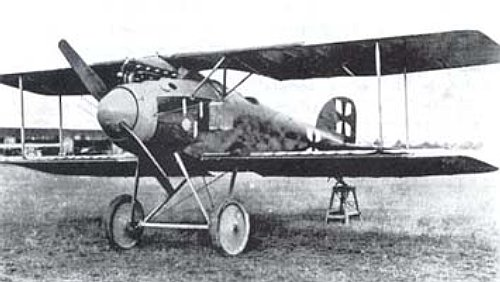
Albatros D.II

Depois de sua primeira vitória confirmada, Richthofen encomendou uma taça de prata gravada com a data e o tipo do avião inimigo de um joalheiro em Berlim. Essa era uma prática oficial e corriqueira que havia sido descontinuada naquela época. Ele continuou com essa prática até colecionar 60 taças, quando as limitações no fornecimento de prata na Alemanha o forçaram a interromper essa prática.
Em vez de usar táticas agressivas e arriscadas, como seu irmão Lothar (40 vitórias), Manfred seguia apenas uma série de orientações básicas (conhecidas como "Dicta Boelcke") para assegurar o sucesso do esquadrão e de seus pilotos. Ele na verdade, não era um piloto espetacular ou acrobata, como seu irmão ou o renomado Werner Voss. Por outro lado, ele era um estrategista notável, um excelente líder de esquadrão e um ótimo atirador. Geralmente ele atacava de cima para ter a vantagem do Sol atrás dele, com outros pilotos cobrindo sua retaguarda e flancos.

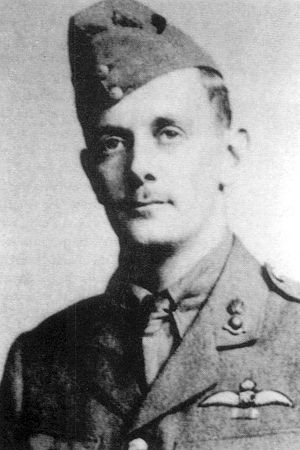
Major Lanoe Hawker CV.

Em 23 de novembro de 1916, Richthofen abateu seu oponente mais famoso, o ás britânico, major Lanoe Hawker, detentor de uma Cruz Vitória, descrito por Richthofen como "o Boelcke britânico". Essa vitória ocorreu enquanto Richthofen voava um Albatros D.II e Hawker voava um DH.2. Depois de um longo combate aéreo, Hawker foi morto com uma bala na cabeça quando tentava escapar de volta para suas próprias linhas. Depois desse combate, Richthofen ficou convencido de que ele precisava de um avião de caça com maior agilidade, mesmo com perda de velocidade. Ele trocou seu avião por um Albatros D.III em janeiro de 1917, obtendo duas vitórias antes de sofrer uma quebra do suporte da asa inferior em voo em 24 de janeiro. Richthofen voltou a usar o Albatros D.II ou Halberstadt D.II pelas cinco semanas seguintes. Ele estava voando seu Halberstadt quando, em 6 de março, em combate com alguns F.E.8 do 40º esquadrão RFC, seu avião foi atingido no tanque de combustível, provavelmente por Edwin Benbow, que foi creditado com essa vitória. Richthofen conseguiu, nessa oportunidade, pousar seu avião sem que ele pegasse fogo. Richthofen obteve outra vitória em seu Albatros D.II em 9 de março, mas como seu Albatros D.III ficaria em terra pelo resto do mês, ele voltou a usar o Halberstadt D.II.

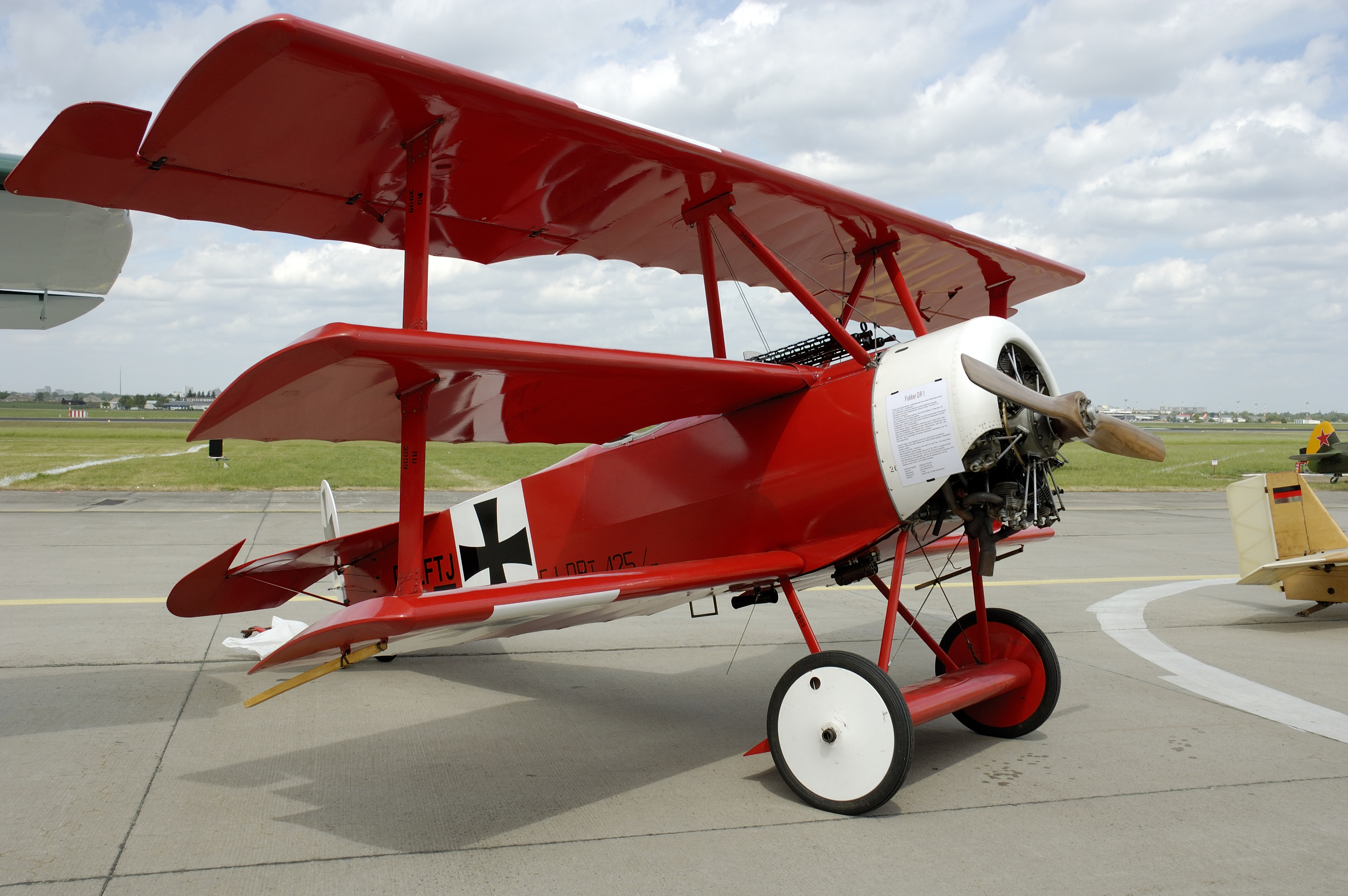
Uma réplica do triplano Fokker Dr.I de Manfred von Richthofen.

Depois de sua 18ª vitória (em 24 de janeiro de 1917), von Richthofen recebeu o Pour le Mérite, a honraria militar mais elevada da Alemanha na época. Ele retornou ao seu Albatros D.III em 2 de abril de 1917 e obteve 22 vitória com ele, antes de trocar para o Albatros D.V no final de Junho. Em 6 de julho, Richthofen foi abatido durante um confronto com alguns F.E.2 do 20º esquadrão RFC quando um deles, pilotado por Donald Cunnell conseguiu atingi-lo. Depois de se recuperar dos graves ferimentos decorrentes, Richthofen passou a voar com o muito reconhecido triplano Fokker Dr.I, o característico avião com o qual ele é normalmente associado, mas com o qual ele só passou a voar de forma exclusiva, depois que ele foi reformado e teve as asas reforçadas em novembro.
Apesar da associação feita pelo público em geral entre Richthofen e o Fokker Dr.I, apenas 19 das suas 80 vitórias foram obtidas com esse tipo de avião. Foi o seu Albatros D.III, número de série 789/16 que recebeu a pintura em vermelho brilhante pela primeira vez, no final de janeiro de 1917, e com o qual ele obteve seu apelido e reputação.
Richthofen contribuiu com o desenvolvimento do Fokker D.VII com sugestões para superar as deficiências dos caças alemães daquela época. No entanto, ele não chegou a ter a oportunidade de voar o novo modelo em combate, pois foi abatido e morto dias antes que ele entrasse em serviço.
Manfred, como muitos de seus companheiros pilotos, era muito supersticioso. Ele nunca saia em missão sem ser beijado por alguém querido. Isto tornou-se rapidamente um hábito difundido entre todos os pilotos de combate.

## Influências
Richthofen foi homenageado por uma banda de rock brasileira, sendo atribuída como nome a ela um dos apelidos do piloto: Barão Vermelho.
No jogo League of Legends, o personagem Corki possuí uma "skin" em homenagem a Richthofen, chamada Corki Barão Vermelho.
O desenho animado Wacky Races (Corrida Maluca) dos estúdios Hanna Barbera, criou um personagem, que no caso como se passa em corridas, um piloto vivenciando o aviador, possuindo o mesmo nome e um carro parecido com o avião de Richthofen.